# James M. Jackson

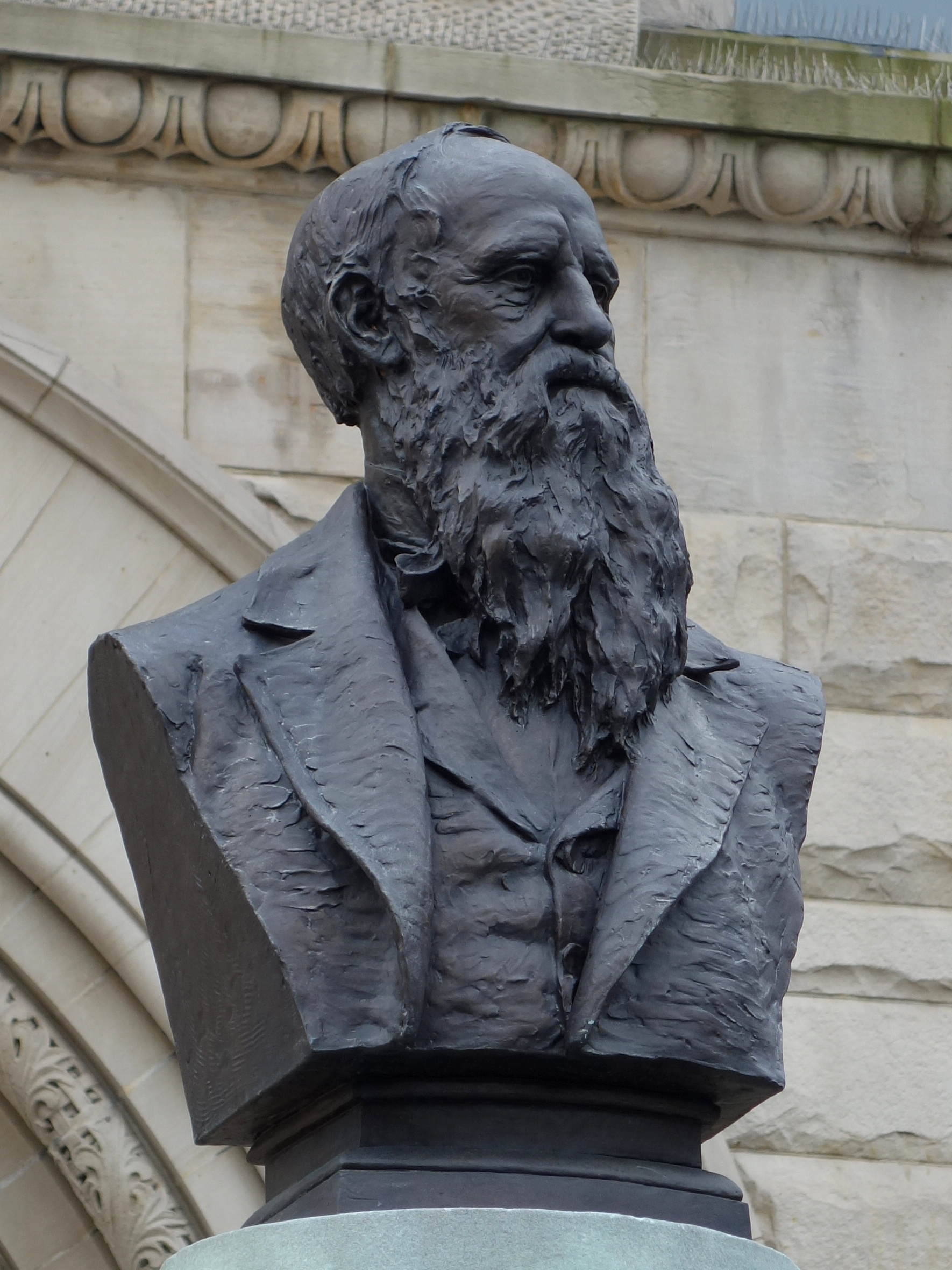
Büste von James M. Jackson in Parkersburg

James Monroe Jackson (* 3. Dezember 1825 in Parkersburg, Virginia; † 14. Februar 1901 ebenda) war ein US-amerikanischer Politiker. Zwischen 1889 und 1890 vertrat er den vierten Wahlbezirk des Bundesstaates West Virginia im US-Repräsentantenhaus.

## Werdegang
James Jackson wurde 1825 in Parkersburg geboren, das damals noch zu Virginia gehörte und seit 1863 ein Teil des Staates West Virginia ist. Nach einer guten Grundschulausbildung besuchte er bis 1845 das Princeton College. Nach einem anschließenden Jurastudium und seiner im Jahr 1847 erfolgten Zulassung als Rechtsanwalt begann er in Parkersburg in seinem neuen Beruf zu arbeiten. Zwischen 1856 und 1860 war er Bezirksstaatsanwalt im Wood County. Jackson wurde Mitglied der Demokratischen Partei, für die er 1870 und 1871 im Abgeordnetenhaus von West Virginia saß. Im Jahr 1872 war er Mitglied einer Versammlung zur Überarbeitung der Staatsverfassung. Von 1873 bis 1888 war Jackson Richter im fünften Gerichtsbezirk von West Virginia.
1888 wurde Jackson im vierten Distrikt von West Virginia in das US-Repräsentantenhaus in Washington, D.C. gewählt, wo er am 4. März 1889 die Nachfolge von Charles E. Hogg antrat. Seine Wahl wurde aber von dem Republikaner Charles Brooks Smith angefochten. Nachdem dieser Anfechtung stattgegeben wurde, musste Jackson sein Mandat im Kongress am 3. Februar 1890 an Smith abtreten. Nach seinem Ausscheiden aus dem Kongress arbeitete Jackson von 1891 bis zu seinem Tod im Februar 1901 als Richter am Strafgericht im Wood County. James Jackson war der Cousin von William Thomas Bland, der zwischen 1919 und 1921 den Staat Missouri im US-Repräsentantenhaus vertrat.